# Oenomys
Oenomys és un gènere de rosegadors de la subfamília dels murins, format per només dues espècies vivents.

## Distribució i hàbitat
Viuen a l'Àfrica subsahariana, on s'estenen des de Sierra Leone i Etiòpia fins a Angola i Tanzània. El seu hàbitat preferit són els boscos densos.

## Descripció
Arriben a una longitud corporal d'entre 11 i 22 centímetres, amb una cua que fa entre 14 i 21 centímetres de llargada. El seu pes varia entre els 50 i els 120 grams. El seu pelatge suau i elegant és de color marró vermellós a la part superior, i de blanquinós a marró clar a la part inferior. Les galtes i el nas són de color vermellós, fet que li dona el seu nom comú en altres llengües. La cua és pràcticament pèl-roja i escamosa, i les orelles són grans i rodones.

## Ecologia
Poden pujar amb facilitat als arbres, i de vegades, quedar-s'hi. Poden ser actius de dia o de nit. Dormen en caus, on tenen cambres cobertes d'herbes. Presumiblement, porten una vida solitària. S'alimenten principalment de les parts verdes de les plantes, però també poden menjar insectes.

## Taxonomia
Les espècies d'aquest gènere formen part de la Divisió Oenomys, juntament amb les espècies dels gèneres Grammomys, Lamottemys, Thallomys i Thamnomys. Dins d'aquesta divisió també es troben els gèneres extints de rates de les canàries Canariomys i Malpaisomys.
Segons els estudis genètics de Lecompte et al., les espècies de la Divisió Oenomys són part d'una radiació predominantment africana de murins que, juntament amb les divisions Aethomys, Arvicanthis, Dasymys, Golunda i Hobomys, formen part de la tribu dels arvicantinis.